# Jan Lhoták

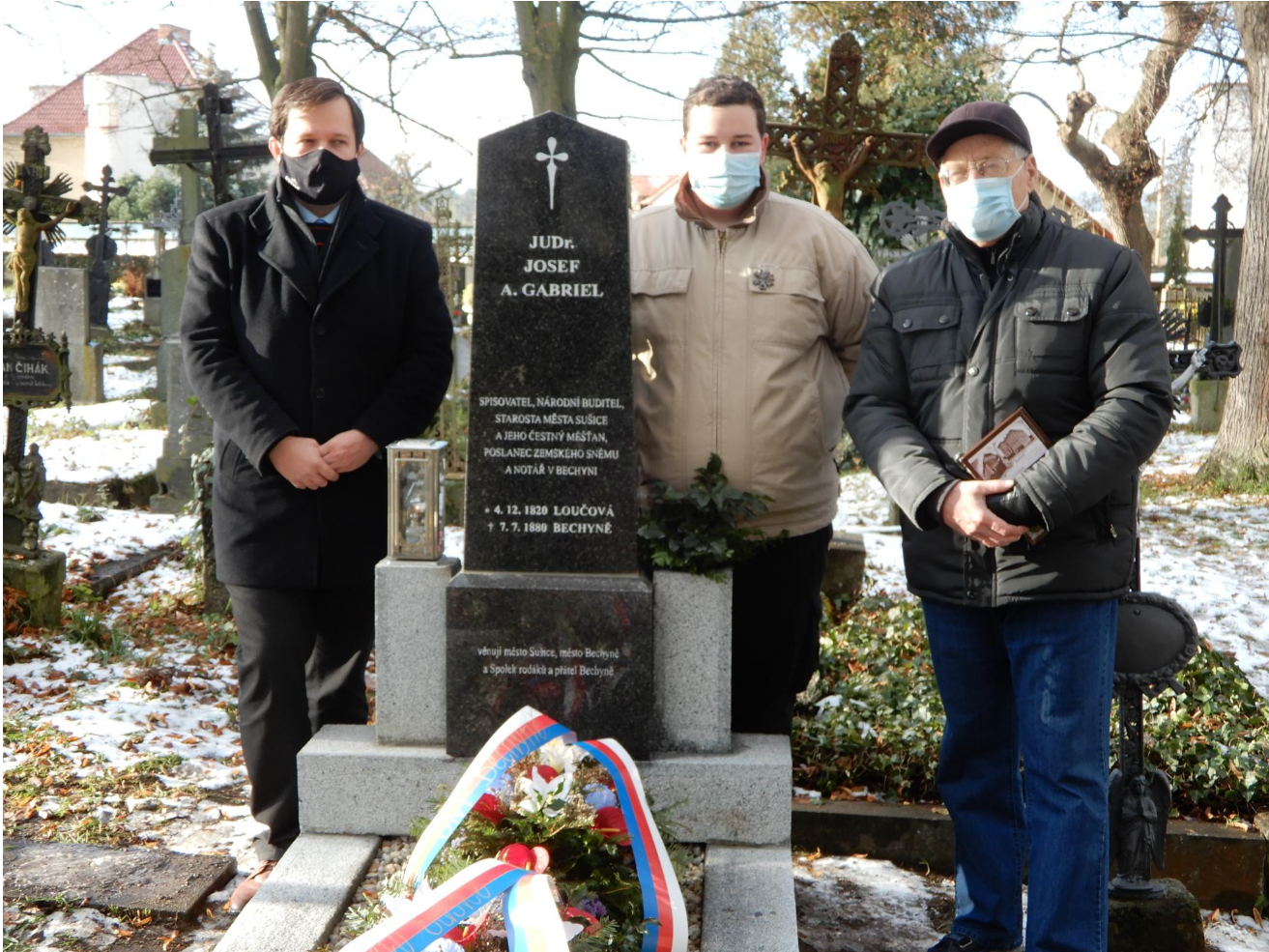
Jan Lhoták (1. zleva) společně s Jiřím Bílkem ml. (uprostřed) a Josefem Zuntem (1. zprava) při slavnostním odhalení obnoveného pomníku Josefa Ambrože Gabriela v Bechyni

Jan Lhoták (* 26. listopadu 1982 Klatovy) je český historik a pracovník Muzea Šumavy v Sušici.

## Život

### Rodinný původ, studium
Pochází z rodiny, která žije v Pošumaví již několik set let (Maleč, Nezdice na Šumavě). Od útlého dětství navštěvoval archivy a věděl, že se chce stát historikem.
V letech 1998–2002 studoval na Gymnáziu v Sušici. Od roku 2002 studoval obor Archivnictví a PVH na FF UK v Praze, který ukončil diplomovou prací Dějiny města Janovice nad Úhlavou do roku 1848. V roce 2007 obhájil na téže fakultě titul PhDr. a v roce 2015 titul Ph.D. (disertační práce: Velkostatek města Sušice. Od městských (šosovních) vesnic k robotní abolici a jejím výsledkům).
Během studia pracoval v letech 2004–7 jako pomocná vědecká síla v Historickém kabinetu Filozofické fakulty Univerzity Karlovy.

### Profesní kariéra
Jeho odborným zaměřením jsou sociální a hospodářské dějiny středověku a raného novověku a urbánní dějiny. Věnuje se zvláště regionálním dějinám Sušice, Sušicka a Klatovska v širokém časovém průřezu od středověku po konec 19. století. Napsal a redakčně se podílel na knihách věnovaných historii Šumavy. Je autorem odborných studií ve významných historických periodikách, příspěvků do encyklopedií a sborníků a řady popularizačních článků v místním tisku.
Od roku 2007 pracoval jako katalogizátor starých tisků ve Vojenském historickém ústavu. Od roku 2009 je historikem v Muzeu Šumavy v Sušici. Od roku 2016 je odborným asistentem na Katedře historických věd Filozofické fakulty Západočeské univerzity v Plzni.

### Osobní život
Jan Lhoták je ženatý.